# Vintersånger från Garbo
Vintersånger från Garbo är ett album från 2017 av Pernilla Andersson.

## Låtlista
| Nr           | Titel                       | Originaltitel                           | Längd |
| ------------ | --------------------------- | --------------------------------------- | ----- |
| 1.           | Snön faller tyst över Garbo |                                         | 4:06  |
| 2.           | Här kommer snön             |                                         | 3:41  |
| 3.           | En gång ägde jag mitt liv   |                                         | 3:31  |
| 4.           | När juldagsmorgon glimmar   | Wir hatten gebauet ein stattliches Haus | 1:03  |
| 5.           | Oglimrande juldagsmorgon    |                                         | 3:30  |
| 6.           | Landalagången 11            |                                         | 3:56  |
| 7.           | Julbetraktelse från Söder   |                                         | 3:33  |
| 8.           | Vintersång                  |                                         | 2:32  |
| 9.           | Epilog                      |                                         | 1:31  |
| Total längd: | Total längd:                | Total längd:                            | 27:23 |